# 楡林市
楡林市（ゆりん-し）は中華人民共和国陝西省に位置する地級市。歴史上北方民族が長安（現在の西安市）に向かう際の交通の要衝とされた。石炭採掘が主産業で、神木市は中国有数の巨大炭鉱地帯である。

## 地理
陝西省の北部に位置し（北緯38度17分 東経109度44分 / 北緯38.283度 東経109.733度座標: 北緯38度17分 東経109度44分 / 北緯38.283度 東経109.733度）、延安市、寧夏回族自治区、内モンゴル自治区、山西省と接している。

## 行政区画
2市轄区・1県級市・9県を管轄する。
- 市轄区：
  - 楡陽区・横山区
- 県級市：
  - 神木市
- 県：
  - 府谷県・定辺県・靖辺県・綏徳県・米脂県・佳県・呉堡県・清澗県・子洲県

| 楡林市の地図                                                                      |
| --------------------------------------------------------------------------------- |
| 楡陽区 横山区 府谷県 靖辺県 定辺県 綏徳県 米脂県 佳県 呉堡県 清澗県 子洲県 神木市 |

### 年表
この節の出典

#### 陝北行政区楡林分区
- 1949年10月1日 - 中華人民共和国陝西省陝北行政区楡林分区が成立。楡林市・楡林県・横山県・神木県・府谷県・神府県が発足。(1市5県)
- 1949年10月 - 楡林県の一部が陝北行政区綏徳分区米脂県に編入。(1市5県)
- 1950年4月7日 - 神木県の一部が分立し、綏遠省イフ・ジョー盟モンゴル族自治区通格朗区となる。(1市5県)
- 1950年5月2日 - 陝北行政区楡林分区が楡林専区に改称。

#### 陝北行政区綏徳分区
- 1949年10月1日 - 中華人民共和国陝西省陝北行政区綏徳分区が成立。綏徳県・清澗県・子洲県・呉堡県・米脂県・葭県が発足。(6県)
- 1949年10月 - 陝北行政区楡林分区楡林県の一部が米脂県に編入。(6県)
- 1950年5月2日 - 陝北行政区綏徳分区が綏徳専区に改称。

#### 綏徳専区
- 1950年5月2日 - 陝北行政区綏徳分区が綏徳専区に改称。(8県)
  - 陝北行政区子長県・延川県を編入。
- 1956年4月 - 清澗県の一部が綏徳県に編入。(8県)
- 1956年6月 - 綏徳県の一部が米脂県・子洲県に分割編入。(8県)
- 1956年7月 - 清澗県の一部が子長県に編入。(8県)
- 1956年8月 - 米脂県の一部が子洲県に編入。(8県)
- 1956年9月11日 
  - 子長県・延川県が延安専区に編入。
  - 綏徳県・米脂県・清澗県・葭県・子洲県・呉堡県が楡林専区に編入。

#### 楡林地区
- 1950年5月2日 - 陝北行政区楡林分区が楡林専区に改称。(6県)
  - 陝北行政区定辺県・靖辺県を編入。
  - 楡林市が楡林県に編入。
  - 神府県が神木県・楡林県に分割編入。
  - 靖辺県・定辺県の各一部が延安専区志丹県の一部と合併し、延安専区呉旗県となる。
  - 楡林県の一部が横山県・神木県に分割編入。
- 1951年11月20日 - 靖辺県の一部が綏遠省イフ・ジョー盟モンゴル族自治区オトク旗に編入。(6県)
- 1956年3月 (6県)
  - 延安専区志丹県の一部(雁軲轆塘村・高湾村・羅李坬村・常梁坬村・段家坬村・薛家河坬村・胡麻地嘴村・閻家廟村・介渠湾村・菜子圪堵村・閻家圪堵村・小李圪嶗村・柳樹圪嶗村・楊窯則村)が靖辺県に編入。
  - 靖辺県の一部(牛嘴溝村・王家湾村・廟家河村・羅山村・馬台則村・麻台則村・太塩店村)が延安専区志丹県に編入。
- 1956年6月1日 - 靖辺県の一部が内モンゴル自治区イフ・ジョー盟ウーシン旗に編入。(6県)
- 1956年9月11日 - 綏徳専区綏徳県・米脂県・清澗県・葭県・子洲県・呉堡県を編入。(12県)
- 1956年12月 - 延安専区呉旗県の一部が定辺県に編入。(12県)
- 1958年11月21日 (6県)
  - 府谷県が神木県に編入。
  - 横山県が楡林県・靖辺県・米脂県に分割編入。
  - 葭県が米脂県に編入。
  - 子洲県・呉堡県・清澗県が綏徳県に編入。
- 1958年12月 - 楡林県の一部が米脂県に編入。(6県)
- 1961年8月16日 (12県)
  - 楡林県・靖辺県の各一部が合併し、横山県が発足。
  - 神木県の一部が分立し、府谷県が発足。
  - 米脂県の一部が分立し、葭県が発足。
  - 綏徳県の一部が分立し、清澗県・子洲県・呉堡県が発足。
- 1961年9月 - 米脂県の一部が楡林県に編入。(12県)
- 1964年8月29日 - 葭県が佳県に改称。(12県)
- 1964年10月 - 楡林県の一部が横山県に編入。(12県)
- 1969年10月 - 楡林専区が楡林地区に改称。(12県)
- 1973年1月 - 靖辺県の一部が横山県に編入。(12県)
- 1988年5月24日 - 楡林県が市制施行し、楡林市となる。(1市11県)
- 1999年12月5日 - 楡林地区が地級市の楡林市に昇格。

#### 楡林市
- 1999年12月5日 - 楡林地区が地級市の楡林市に昇格。(1区11県)
  - 楡林市が区制施行し、楡陽区となる。
- 2015年12月3日 - 横山県が区制施行し、横山区となる。(2区10県)
- 2017年4月9日 - 神木県が市制施行し、神木市となる。(2区1市9県)

## 交通
空港
- 楡林楡陽空港（中国語版）

鉄道
- 神延線（中国語版）（楡林市神木県 - 延安市）
- 包神線（中国語版）（内モンゴル自治区包頭駅 - 楡林市神木県）
- 神朔線（中国語版）（楡林市神木県 - 山西省朔州市）

道路
- G210国道
- G307国道